# Кардинал-мирянин

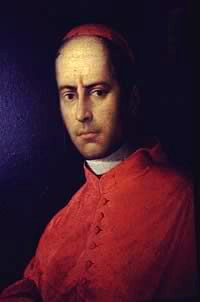
Последний кардинал-мирянин Теодольф Мертэль

Кардинал-мирянин — традиционное название кардиналов Римско-католической церкви, не имевших сана священника или епископа. До 1917 года любой мужчина, причисленный только к малому чину католической церкви, мог получить ранг кардинала-дьякона. Такие кардиналы не могли совершать таинств и не давали обета безбрачия.
Название «кардиналы-миряне» не вполне точно: формально они являлись клириками и получали первый постриг (тонзуру). Кардинал-мирянин мог быть женат, как до, так и после назначения. Если же он не был женат, то он мог быть рукоположён в священники, епископы или даже сразу из кардиналов-мирян быть избран папой (в таком случае обряды священнической и епископской хиротонии производились над папой вскоре после избрания, до коронации).
Последним папой, избранным без священного сана, стал в 1513 году Лев X (Джованни де Медичи, сын Лоренцо Великолепного), ещё подростком получивший кардинальский титул. Кардиналом-мирянином был и другой Медичи, тосканский великий герцог Фердинанд I; через два года после вступления на тосканский престол он отказался от кардинальской шапки, вступив в брак, что было несовместимо с занимаемой им должностью кардинала-протодьякона римской курии. Последний кардинал-мирянин, ватиканский юрист Теодольфо Мертэль, умер в 1899 году.
Кодекс канонического права 1917 года при папе Бенедикте XV ввёл правило, согласно которому кардинал должен иметь сан не ниже священника. Это же положение повторено и в редакции 1983 года.
А 15 апреля 1962 года папа римский Иоанн XXIII своим motu proprio Cum gravissima постановил, что все кардиналы должны были получить епископское рукоположение. Только по особому распоряжению папы римского священник может быть возведён в кардиналы без посвящения в епископы. На данный момент таких кардиналов четверо: Эрнест Симони, Раньеро Канталамесса, Джанфранко Гирланда и Тимоти Рэдклифф.
Малые чины как часть клира упразднены motu proprio Павла VI Ministeria quaedam от 15 августа 1972 года.

## Известные кардиналы-миряне
- Чезаре Борджиа — незаконный сын папы Александра VI; отказался от титула, став капитан-генералом папской армии;
- Фердинандо де Медичи — сын Козимо де Медичи, герцога Тосканского; отказался от титула, став герцогом Тосканским;
- Альбрехт Австрийский — сын императора Священной Римской империи Максимилиана II Габсбурга; отказался от титула, став наместником Испанских Нидерландов;
- Фердинанд Австрийский — кардинал-инфант, брат испанского короля Филиппа IV;
- Джулио Мазарини — первый министр Франции в период регентства Анны Австрийской и Людовика XIV;
- Эрколе Консальви — государственный секретарь папы римского Пия VII;
- Джакомо Антонелли — государственный секретарь папы римского Пия IX;
- Доменико Консолини — камерленго папы римского Льва XIII.